# منسفیلد (کنتیکت)
منسفیلد، کنتیکت (به انگلیسی: Mansfield, Connecticut) یک شهرک در ایالت کنتیکت کشور ایالات متحده آمریکا است.

## خصوصیات
منسفیلد ۱۱۷٫۸ کیلومترمربع مساحت و ۲۴٬۵۵۸ نفر جمعیت دارد و ۱۹۵ متر بالاتر از سطح دریا واقع شده‌است.